# Teoria standard della sintassi egizia
La teoria standard o, più precisamente, teoria standard della sintassi egizia, è un termine comune in egittologia che indica un insieme di concetti sulla sintassi della lingua egizia, in particolare della sua fase classica, l'egizio medio, ma anche per le altre fasi di evoluzione. La questione della teoria standard ha ampiamente interessato la discussione grammaticale egittologica negli anni settanta del '900. Il termine "teoria standard" per riferirsi a questi concetti è stato utilizzato per la prima volta da Leo Depuydt. Questa creazione teorica così definita può essere causa di disagio negli egittologi che non si occupano specificamente di linguistica, o anche di timore negli studenti.

## Genesi
La lingua egizia possiede solo pochi mezzi per marcare chiaramente le proposizioni subordinate, come fanno ad esempio le congiunzioni subordinanti. Per questo motivo, un tempo si credeva che i testi in egizio fossero formati solo da giustapposizioni di semplici frasi elementari, per i cui rapporti reciproci la lingua non aveva sviluppato nessun mezzo di segnalazione; questo corrispondeva all'idea che un tempo si era affermata sulle lingue arcaiche o non indoeuropee. Allo stesso tempo, si doveva accettare che alcune forme della morfologia verbale rimanessero inspiegabili: così, accanto a un "presente", "passato" o "futuro" si trovavano tempi più rari, che nelle fasi più tarde della lingua si definivano "presente secondo", "passato secondo" o "futuro secondo" (i cosiddetti "tempi secondi") la cui funzione non era chiara o era fraintesa definendoli "enfatici" (Adolf Erman e altri) o, ancora più erroneamente, "imperfettivi" (soprattutto Alan Gardiner).

## Sviluppo
Una nuova valutazione della sintassi egizia venne con Hans Jakob Polotsky. Per prima cosa, egli si accorse che nei testi scritti nelle fasi più tarde della lingua i tempi secondi erano utilizzati sistematicamente quando una frase conteneva un'espressione avverbiale che, secondo la moderna terminologia, è focalizzata, ad esempio composta da un elemento interrogativo, come nella frase j.jrj=k-gmj-st mj-jh = tu-trovare-esso (tempo secondo)-come? = "come l'hai trovato?". Da questa osservazione ricavò poi la tesi secondo la quale i tempi secondi siano da interpretare come forme relative (che tu lo hai trovato, come (è)?, nell'esempio dato). Da questa interpretazione troveremmo anche una corrispondenza con le nostre proposizioni subordinate, senza che però ci sia una congiunzione nel testo egizio.
Polotsky perfezionò questa osservazione fino a farne ciò che oggi chiamiamo teoria standard (vedi il suo Egyptian Tenses). Per prima cosa, ampliò le possibilità di rintracciare i tempi secondi nella lingua classica, in cui i segni morfologici di questi tempi sono meno riconoscibili nella scrittura. In seguito, estese la sua analisi ai numerosi casi in cui un tempo secondo non è seguito da una forma avverbiale. In questo caso, dedusse che l'intera frase seguente debba essere implicitamente avverbializzata e venga focalizzata dal precedente tempo secondo, formando in questo modo un legame grammaticale fra le frasi. Uno dei suoi esempi è la seguente prova ricavata dal Libro dei morti: šdd.tw r pn (…) wdn.n=f (…), il cui significato complessivo deve essere "si deve recitare questa formula (...), dopo che si è offerto (...)", il quale, secondo la lezione precedente Polotsky, si può tradurre alla lettera "si deve recitare questa formula (...), si è offerto (...). Siccome il primo verbo è al tempo secondo, secondo l'analisi di Polotsky fra le due frasi dovrebbe esserci un legame del tipo "che si debba recitare questa formula (...), (è dopo che) si è offerto (...)".
La teoria standard raggiunse il suo apice con la prova di abilitazione di Friedrich Junge. Egli radicalizzò l'impostazione di Polotsky affermando che attraverso i tempi secondi non fosse solo possibile creare legami fra le frasi, ma che essi rappresentassero di norma la sostantivizzazione (con il tempo secondo) o l'avverbializzazione (in caso contrario) di ogni forma verbale. In accordo con Junge, le frasi verbali semplici non sarebbero in egizio possibili: un apparente verbo come sḏm.n=f "egli ascoltò" (traduzione tradizionale) non può autonomamente costituire una frase, ma sarebbe da interpretare come "mentre egli ascoltava". Proprio nel classico egizio medio sono però rari i punti di riferimento morfologici e grafici per distinguere le forme verbali sostantivizzate e avverbializzate, al punto che l'analisi sintattica deve essere ampiamente ricavata dal contesto.
L'approccio di Junge permise un'elegante spiegazione della molto frequente, ma fino a quel momento non sufficientemente compresa, particella jw. Secondo Junge, la particella jw è una perifrasi sostantivizzata semanticamente vuota (all'incirca "che è il caso") che viene utilizzata quando una frase contiene una sola espressione verbale. "Ascoltò" si dice in egizio jw sḏm.n=f, parola per parola "che è il caso, (è mentre) egli ascoltava".
Più tardi, molti studiosi hanno in sostanza accettato la teoria standard nella versione di Junge, ma in parte riformulata. Wolfgang Schenkel presenta la sintassi egizia affermando che le frasi abbiano un nucleo verbale (il verbo avverbializzato della teoria standard), ma che mostrino un ulteriore ampliamento obbligatorio (ad esempio jw o un verbo sostantivizzato della teoria standard). Frank Kammerzell definisce l'egizio marcatore di proposizioni principali, intendendo che le frasi elementari siano di per sé proposizioni subordinate e solo attraverso una marcatura aggiuntiva diventino proposizioni principali. All'opposto sarebbero invece le lingue europee, essenzialmente marcatrici di proposizioni subordinate, perché le frasi elementari sono sempre proposizioni principali e solo attraverso un'espansione - ad esempio una congiunzione - diventano proposizioni subordinate.

## Critiche
Mentre la teoria standard negli anni '80 veniva accettata dalla maggior parte degli egittologi che si esprimeva sull'argomento, a partire dal 1990 furono mosse anche alcune critiche alla teoria di Polotsky. Queste cercavano di produrre prove avverse o hanno fatto notare che non esistono al mondo altri esempi di lingue senza frasi verbali o che l'egizio, così concepito, non poteva rientrare negli schemi della grammatica generativa. In alcuni recenti lavori, vengono per questo in aggiunta accettate, accanto a modelli di frasi che seguono la teoria standard, anche normali frasi verbali.
Alcuni studiosi arrivano addirittura a mettere in discussione le osservazioni iniziali di Polotsky, cioè che i tempi secondi siano effettivamente correlati con la focalizzazione avverbiale. Il dibattito è ancora in corso e una descrizione unitaria della sintassi secondo la teoria standard finora non è stata raggiunta.